# 淡紫擬青黴菌
淡紫擬青黴菌（學名：Purpureocillium lilacinum）又稱淡紫紫孢菌，是線蟲草科紫孢霉屬的一種真菌，已自土壤、沈積物、污泥、昆蟲與線蟲樣本中採得，在攝氏8－38度的溫度下皆可生長，其中以26－30度較佳，且對pH值與生長基質的耐受範圍也相當廣。本種因可感染線蟲而被用於對抗線蟲蟲害的生物防治劑。

## 分類
淡紫擬青黴菌於1910年由美國真菌學家查爾斯·索姆發表描述，當時被歸入青黴屬中，學名為Penicillium lilacinum。1974年Robert A. Samson將其改歸入擬青黴屬（Paecilomyces）。2000年代的研究發現擬青黴屬非單系群，後有學者發表新屬紫孢霉屬（Purpureocillium）並將本種分入其中，屬名意指「紫色的孢子」，得名自該屬真菌紫色的分生孢子，本種的分生孢子呈橢圓形至梭形，由菌絲末端的特化結構瓶梗產生，分散排列成鏈狀結構，表面光滑至稍微粗糙，尚未觀察到厚垣孢子；菌絲為透明，寬2.5－4微米。

## 感染線蟲

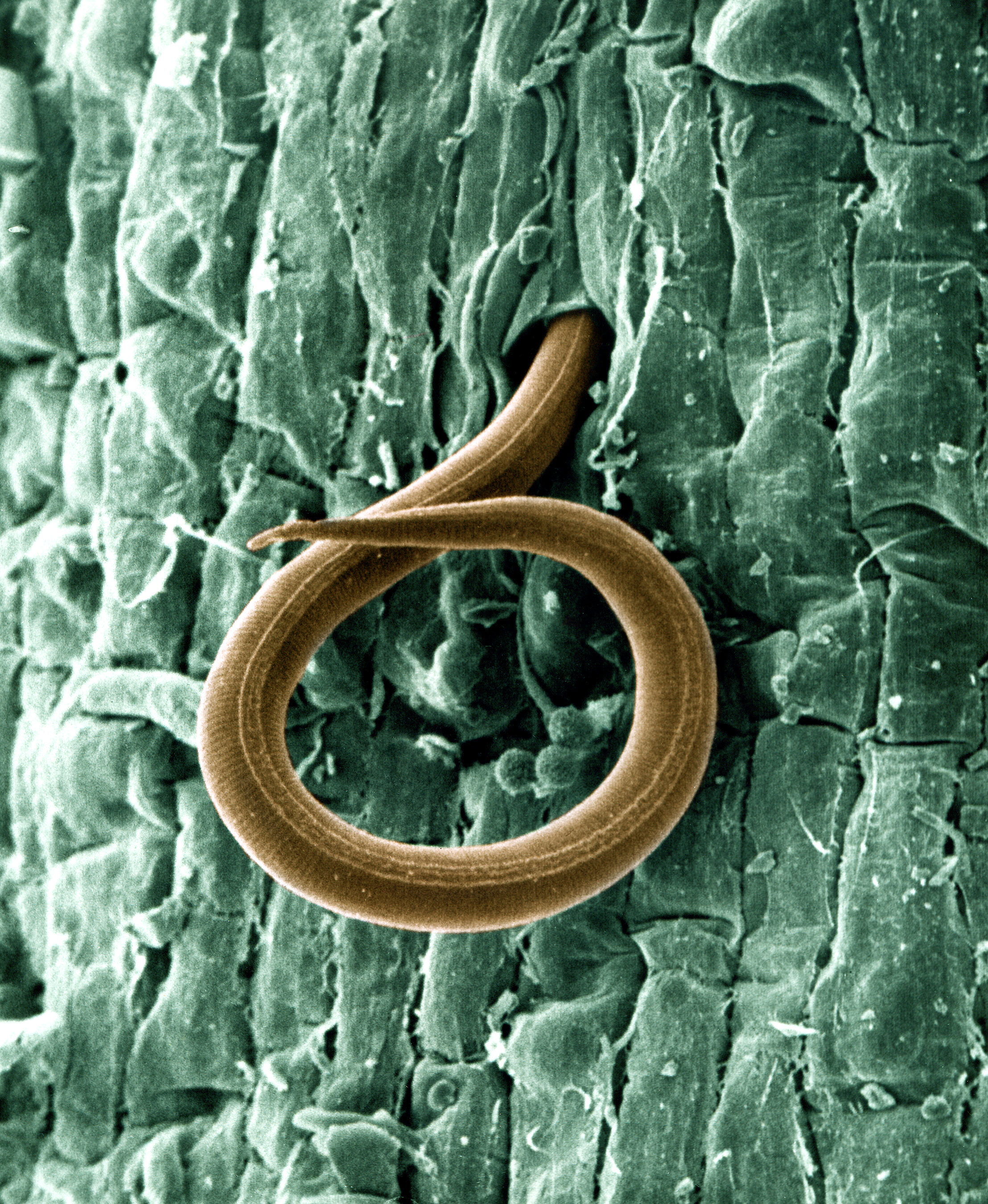
淡紫擬青黴菌可感染多種線蟲，圖為根結線蟲

1966年即有研究發現淡紫擬青黴菌可感染線蟲的卵，其菌絲在線蟲卵的表面上生長後可形成附著器（菌絲尖端的膨大特化結構），進而穿透卵殼、殺死線蟲、並產生更多的分生孢子以繼續感染周圍的卵。目前淡紫擬青黴菌已自多種線蟲與多個地區的土壤樣本中被發現。本種可用於生物防治以對抗線蟲的蟲害，祕魯已有數個野外試驗成功使用本種抑制線蟲蟲害，當地的品系進而被送至世界各地不同氣候、作物的環境下進行測試，各品系感染線蟲的毒力不同，有些品系在雖實驗室測試中取得成功，但實際應用上效果不彰。

## 致病
淡紫擬青黴菌在少數情況下可感染人類致病，大多數患者為免疫缺乏者或體內留置醫療器具（如人工晶狀體）者，有研究顯示本種可能為感染免疫缺乏與免疫正常者的新興病原。